# Wapno II (gromada)
Wapno II – dawna gromada, czyli najmniejsza jednostka podziału terytorialnego Polskiej Rzeczypospolitej Ludowej w latach 1954–1972.
Gromady, z gromadzkimi radami narodowymi (GRN) jako organami władzy najniższego stopnia na wsi, funkcjonowały od reformy reorganizującej administrację wiejską przeprowadzonej jesienią 1954 do momentu ich zniesienia z dniem 1 stycznia 1973, tym samym wypierając organizację gminną w latach 1954–1972.
Gromadę Wapno II z siedzibą GRN w Wapnie utworzono – jako jedną z 8759 gromad na obszarze Polski – w powiecie wągrowieckim w woj. poznańskim, na mocy uchwały nr 40/54 WRN w Poznaniu z dnia 5 października 1954. W skład jednostki weszedł obszar dotychczasowej gromady Wapno oraz niektóre parcele z kart 3 i 4 obrębu Podolin, kart 3 i 4 obrębu Rusiec i karty 1 obrębu Srebrnagóra z dotychczasowych gromad (odpowiednio) Podolin, Rusiec i Srebrnagóra ze zniesionej gminy Wapno w tymże powiecie. Dla gromady ustalono 16 członków gromadzkiej rady narodowej.
1 stycznia 1956 gromadę zniesiono w związku z nadaniem jej statusu osiedla, którego nazwę ustalono na Wapno. 1 stycznia 1972 Wapno, na skutek katastrofy górniczej, utraciło status osiedla, stając się ponownie wsią, tym razem w gromadzie Wapno (I)). Gromada ta przetrwała do końca 1972 roku, czyli do kolejnej reformy gminnej, po czym 1 stycznia 1973 w powiecie wągrowieckim reaktywowano gminę Wapno, obejmującą również Wapno.